# مراجعة التصميم
مراجعة التصميم هي خطوة مهمة في عملية تطوير المنتج والتي يتم من خلالها تقييم التصميم في مقابل المتطلبات وذلك من أجل التحقق من نتائج الأنشطة السابقة وتعريف المشكلات قبل الالتزام بأي عملٍ آخر حتى وإن تطلب هذا إعادة ترتيب الأولويات. إذا نجحت المراجعة النهائية للتصميم، فإنها تؤدي إلى طرح أو إصدار المنتج. تعد إدارة مراجعة التصميم جزءًا ضروريًا من وسائل التحكم في التصميم عند تطوير المنتج في بعض السياقات المنتظمة مثل تطوير الأجهزة الطبية. ويظهر من التعريف أنه يجب أن تتضمن المراجعة أشخاصًا من خارج فريق التصميم.
عملية مراجعة التصميم تدخل أيضا في كل الأعمال الهندسية في كل المجالات ومنهم على الخصوص التي تتضمن الإنشاءات والتصنيع الثقيل.
تحتوي برامج الـأوتوديسك (Autodesk) على مراجع ملف وأداة تعقيب على الصناعات المعمارية والهندسية والبنائية تسمى برامج مراجعة التصميم (Design Review).

## محتويات مراجعة التصميم
من أجل تقييم تصميم ما مقابل متطلباته، يجب وضع عدد من الوسائل في الحسبان، مثل:
- الاختبارات الفزيائية.
- المحاكاة الهندسية.
- الفحوص (المرور من خلالها).

## توقيت مراجعة التصميم
يتضح في معظم عمليات هندسة النظم ذات الطابع الرسمي أن تكلفة تصحيح خطأ ما تتزايد كلما تقدمت العمليات عبر عملية التطوير. ومن ثم يمكن بذل مجهوداتٍ إضافية في المراحل الأولى من التطوير، وذلك لاكتشاف الأخطاء وتصحيحها، وهو أمرٌ يستحق العناء. وتعد مراجعة التصميم نموذجًا من نماذج تلك المجهودات.
لذا فعلى سبيل المثال يمكن تنفيذ عددٍ من مراجعات التصميم لتقييم التصميم استنادًا على مجموعاتٍ مختلفة من المعايير (التطابق، إمكانية الاستخدام، سهولة التطويع اللغوي، والتأثير البيئي) أو من خلال المراحل المتعددة لعملية التصميم.